# Luke Livingston Macassey
Luke Livingstone Macassey (1843 — 1908) foi um engenheiro civil irlandês.
É conhecido por suas contribuições à saúde pública mediante o aprimoramento do fornecimento de água no norte da Irlanda. Foi o primeiro a propor uma ligação direta da Escócia com a Irlanda.